# Мир хобби
Hobby World  — крупный издательский холдинг настольных игр в России.
Головной офис холдинга Hobby World находится в Москве.

## История

### Предыстория
Издательский холдинг настольных игр Hobby World основан в 2010 году путём слияния компаний «Хобби-Игры» (с 2006 года «Смарт») и «Мир Фэнтези».
Компания «Хобби-Игры», существовавшая с 2001 года, была лидером по выпуску в России всемирно известных настольных игр и бестселлеров, таких как «Колонизаторы», «Каркассон», «Манчкин» и др. А история компании «Мир фэнтези» начинается с издания одной из самых популярных коллекционно-карточных игр «Берсерк», разработанной российскими авторами и нарисованной российскими художниками.

### Образование
В 2010 году руководство «Хобби-Игры» (Смарт с 2006г) и «Мир Фэнтези» приняло решение объединиться и основать издательский холдинг Hobby World. Это помогло компании занять значительную долю российского рынка настольных игр.
В 2009 году также был открыт первый фирменный магазин под брендом Hobby Games. В дальнейшем была запущена программа франчайзинга, а в 2016 проведена ее реконцепция.
В 2011 году Hobby World открыла первый сборочный цех, который положил начало развитию собственного производства. На данный момент завод производит более 3 млн игр в год.

### Выход на международный рынок
В 2013 году на краудфандинговой платформе Kickstarter стартовала кампания по выходу специальной версии ККИ «Берсерк» на западный рынок. Компания вышла на международный рынок.
Популярная вечериночная настольная игра «Находка для шпиона» (SpyFall), издаваемая издательством Hobby World, переведена на 26 языков мира. Тираж первого года издания 2015 года составил свыше 100 тысяч экземпляров — для Евросоюза и Северной Америки. Также игра издана в Китае и Японии.

### Развитие
Осенью 2013 года состоялся первый фестиваль настольных игр «Игрокон», который был организован Hobby World. Он стал крупнейшим в России и СНГ мероприятием по настольным играм.  «Игрокон» объединяет всех крупных издателей настольных игр в СНГ.  В январе 2014 года фестиваль посетило более 7 тысяч человек, в ноябре 2015 более 17 тысяч, а в 2019 году более 40 тысяч.
В 2015 году запущена собственная специализированная краудфандинговая платформа холдинга Crowd Republic. На проекте осуществляется сбор средств на проекты по направлениям настольные игры, манга и аниме, компьютерные игры, комиксы. Всего на ней реализовано на конец 2023г более 370 проектов и собрано 328 901 864 руб.

### Расширение
В декабре 2018 года компания Hobby World приобрела «Мир фантастики» (mirf.ru), ежемесячный российский журнал и портал обо всем, что связано с фантастикой и фэнтези, издаваемый с 2003 года.
В 2019 году компания Hobby World выкупила компанию «Мосигра» (сеть магазинов настольных игр и подарков) и студию разработки настольных игр Магеллан. Это еще больше укрепило позиции Hobby World на рынке.
В августе 2023 года компания приобрела студию разработки настольных игр Open Borders Studio, таким образом всего в холдинге работают 3 студийные группы по разработке и продюсированию собственных продуктов.
В октябре 2024 года компания приобрела крупнейшего Российского производителя сборных моделей и миниатюр «Звезда».

### Hobby World на Азиатском рынке
В декабре 2023 года в холдинге Hobby World образовалось еще одно направление и открылся первый из планируемой сети магазинов для любителей азиатской культуры Ora Ora.
В декабре 2023 года компания Hobby World объявила о планах по выходу на рынки юго-восточной Азии: Таиланд, Малайзия, Индонезия, Вьетнам и Малайзия. До конца марта 2024 года планируется открытие представительства и первого магазина.

## Продукция
Под брендом издательства Hobby World производятся семейные и детские настольные игры, игры для вечеринок, стратегические, детективные, коллекционно-карточные и др.. Под брендом Hobby World выпущено более 1000 игр. Более 20% составляют игры собственной разработки издательства.
Обороты издательства Hobby World в настоящий момент составляют более 3 миллионов экземпляров настольных игр в год, также выпускается более 200 новинок. В списке игр собственной разработки значатся такие игры как «Свинтус», «Берсерк», «Сображарий», «Spyfall.Находка для шпиона», «Воображарий», «Мезень», «Индустрия», «Иван Грозный.Первый Царь», «Неон», «Городской убийца», «Корпорация "Сны"», «Тундра» и другие.
Компания выпускает русские издания популярных настольных игр, в том числе таких, как «Колонизаторы», «Каркассон», «Манчкин», «Цитадели», «Энергосеть», «Цивилизация», «Ticket to Ride», «Игра Престолов», «Ужас Аркхема» и др.

## Руководство и производство

### Руководство
Михаил Акулов — генеральный директор.
Иван Попов — директор производства.
Пегасов, Николай Александрович — креативный директор. Ранее занимал должность главного редактора и издателя журнала «Мир фантастики» (2003–2009).

### Производство
Осенью 2023 года издательский холдинг Hobby World решил расширить свои производственные мощности и начал строительство нового завода настольных игр и комплектующих под Тверью. Ввести завод в эксплуатацию планируется к весне 2025 г, его мощность — 9 млн экземпляров игр в год по сравнению с 3 млн игр, которые выпускаются сейчас.

## Дочерние компании
В издательский холдинг Hobby World входят:
- Издательство, дистрибьютор и производитель настольных игр Hobby World;
- Сеть магазинов настольных игр Hobby Games в России и странах СНГ, интернет-магазин (HobbyGames.ru);
- Сеть магазинов настольных игр «Мосигра», интернет-магазин (Mosigra.ru);
- Старейший в России жанровый печатный журнал «Мир фантастики» (mirf.ru);
- Крупнейший производитель сборных моделей в России «Звезда» (zvezda.org.ru);
- Краудфандинговый сервис Crowd Republic (CrowdRepublic.ru);
- Магазин для всех любителей азиатской культуры Ora Ora (oraorashop.ru).

### Hobby Games
Hobby Games — крупная сеть магазинов настольных игр. Первый магазин был открыт в 2009 году. У бренда также есть онлайн-магазин HobbyGames.ru
Всего открыто 156 магазинов, в частности 135 в России. Остальные - в Беларуси, Казахстане, Киргизии, Армении, Узбекистане.
Hobby Games проводит игротеки на крупных мероприятиях и игротеки в собственных магазинах во всех городах присутствия.

### «Мосигра»
«Мосигра» — одна из крупнейших сетей настольных игр и подарков в России. Первый магазин был открыт в 2009 году, в настоящее время по всей России работает 60 магазинов, у бренда также есть онлайн-магазин mosigra.ru. С 2019 года Мосигра является частью холдинга Hobby World.
Ассортимент магазинов составляют настольные игры, фигурки по узнаваемым франшизам, манга и комиксы, головоломки, fun food. 25% занимают настольные игры собственной разработки (издательства Магеллан).
Мосигра проводит игротеки на крупных мероприятиях и игротеки в собственных магазинах во всех городах присутствия.

### «Мир фантастики» (МирФ)
«Мир фантастики» — крупнейший журнал о фантастике в России и СНГ. Издание публикует обзоры фильмов, книг, сериалов, игр и комиксов в жанрах научная фантастика, фэнтези, ужасы. В журнале выходят статьи о вымышленных вселенных, известных авторах, мифологии и футурологии.
«Мир фанта́стики» дважды становился «Лучшим журналом Европы» (в 2006 и 2021 годах), награждался премиями «Странник» и «Интернет-Роскон» за сайт Mirf.ru.

### «Звезда»
«Звезда» — крупнейший производитель сборных моделей и миниатюр в России. Компания основана в 1990 году. 23 октября 2024 года вошла в издательский холдинг Hobby World.
Штаб квартира компании располагается в Московской области в городе Лобня.

### Crowd Republic
Crowd Republic – собственная специализированная краудфандинговая платформа холдинга Hobby World. На проекте осуществляется сбор средств на проекты по направлениям настольные игры, манга и аниме, компьютерные игры, комиксы.
Платформа запустилась в 2015 году. Всего на ней реализовано более 370 проектов, собрано 328 901 864 руб. Рекорд дня по сборам составил 10 751 350 рублей (проект настольной игры "Войны Черной розы: Возрождение"). Самый успешный проект по сборам - “Войны Черной розы: Возрождение”. На сегодня собрано 25 679 142 руб.
Самый успешный проект по бекерам "Gloomhaven. Мрачная гавань" - 1644 участника.

### ORA ORA
ORA ORA — онлайн- и офлайн магазин для всех любителей азиатской культуры. Компания открылась в декабре 2023 года. В ассортименте магазина: аниме-символика, костюмы для косплея, настольные игры, игрушки, коллекционные фигурки, манга, открытки, сладости и снеки и другие товары из Японии, Китая и Кореи.

### «Игрокон»
Крупный фестиваль настольных игр. Он объединяет всех крупных издателей настольных игр в СНГ.
В январе 2014 года фестиваль посетило более 7 тысяч человек, в ноябре 2015 более 17 тысяч, а в 2019 году более 40 тысяч.